# خدیجه سلطان
خدیجه سلطان، (درگذشته ۱۵۵۷ استانبول) دختر سلطان سلیم یکم از همسرش حفصه سلطان بود. وی خواهر سلیمان قانونی و عمه سلیم دوم بود.
خدیجه سلطان در سال ۱۴۹۲ در ترابزون متولد شد، او دختر شاهزاده سلیم (بعدا سلیم یکم) و حفصه سلطان بود. خدیجه در سال ۱۵۰۸ با اسکندر پاشا پسر هما سلطان، دختر بایزید دوم، دریاسالار امپراتوری عثمانی (۱۵۱۴–۱۵۱۱) ازدواج کرد. ان‌ها چهار پسر به ‌نام‌های محمد بیگ، علی بیگ، عثمان بیگ، سلیمان بیگ و یک دختر، نفیسه خانم سلطان داشتند. اسکندر پاشا بعدا در سال ۱۵۱۵ اعدام شد. 
در سال ۱۵۱۷ خدیجه سلطان با داماد چوبان مصطفی پاشا وزیر دوم دیوان ازدواج کرد. مصطفی پاشا برای مدتی (۱۵۲۲–۱۵۲۴) فرماندار مصر شد. آن‌ها یک دختر داشتند عایشه خانم سلطان (با شاهزاده بایزید ازدواج کرد)داشتند. مصطفی پاشا در سال ۱۵۳۰ هنگام بازگشت از سفر دریایی فوت شد.  
خدیجه سلطان در سال ۱۵۵۷ فوت شد و در مقبره پدرش در مسجد سلطان سلیم دفن شد.
تا مدت‌ها گمان بر این بود که خدیجه سلطان در سال ۱۵۲۴ به فرمان برادرش با ابراهیم پاشا وزیر اعظم امپراتوری عثمانی ازدواج کرد اما نتیجه پژوهش‌های تاریخ‌نگاران در سال ۲۰۰۰ مشخص کرد که چنین ازدواجی بین این دو صورت نگرفته است.